# Shishi

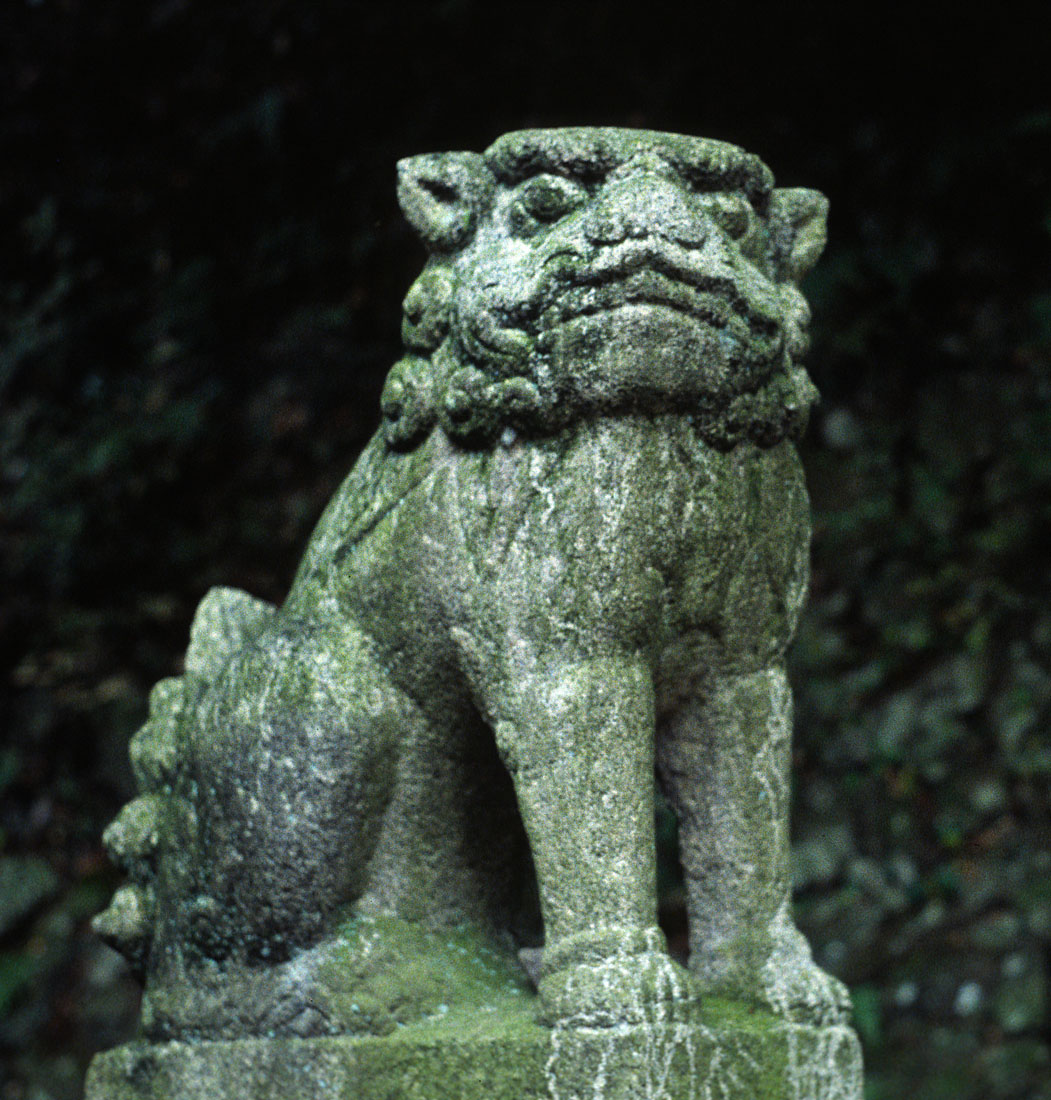
Koma Inu

Shishi (língua chinesa: 石獅子 , é um elemento cinoforme presente nos templos chineses, habitualmente em pedra.
Traduzido como "leão", mas também pode se referir a cão, com poderes mágicos e a capacidade de repelir espíritos maléficos. Um par de shishi, tradicionalmente, monta guarda do lado de fora dos portões dos templos shinto e templos budistas (embora templos sejam mais freqüentemente guardados por protetores Nio). O shishi aparece com sua boca aberta (para assustar os demônios) ou fechada (para abrigar e manter os bons espíritos).
Outra tradicional explicação para a boca aberta e fechada tem relação com “Ah” e “Un” ("Ah" é a primeira letra do silabário japonês e simboliza boca aberta, enquanto “Un” é a última letra e representa uma boca fechada). Dizem que esta combinação representa simbolicamente nascimento e morte. Essa besta mítica foi provavelmente introduzida no Japão pela China e/ou Coréia, nos séculos VII ou VIII. Para os japoneses, o shishi combina elementos do Koma-inu coreano (cão coreano) e Kara-shishi chinês (leão chinês).
Uma teoria considera que o shishi deriva do Foo Dog chinês. A propósito, como os leões não são próprios do Japão, China ou Coreia, supostamente devem ter entrado nessas nações, na forma de arte importada, com antigos traços do animal, aparecendo na dinastia Han (cerca de 208 a.C. a 221 a.C.), podendo também estar relacionado aos tigres, grandes felinos do continente asiático.